# FoxyTunes
FoxyTunes era un'estensione che consentiva agli utenti di controllare i lettori multimediali dalla finestra del browser. È stato acquisito da Yahoo! il 4 febbraio 2008. FoxyTunes ha lavorato con Mozilla Firefox, Internet Explorer, SeaMonkey, Mozilla Application Suite, Flock e Mozilla Thunderbird.
L'estensione supportava le normali funzioni del lettore multimediale e visualizzava le informazioni del brano attualmente in riproduzione. Inoltre, l'estensione consentiva la ricerca di vari siti web per ottenere immagini, video, biografie, e altro relativi alla musica riprodotta.
Il 28 giugno 2013, Yahoo! ha annunciato la chiusura di FoxyTunes, prevista per il 1º luglio 2013.

## Lettori supportati
FoxyTunes supportava molti lettori multimediali su una varietà di piattaforme diverse. Su Microsoft Windows:
- Apollo media player
- The Core Media Player
- dBpoweramp Audio Player
- foobar2000
- iTunes
- JRiver Media Center
- Last.fm
- MediaMonkey
- Media Player Classic
- musikCube
- Musicmatch Jukebox
- Spotify
- Songbird
- Sonique
- Quintessential Player
- Pandora
- RealPlayer
- UltraPlayer
- VLC media player
- Winamp
- Windows Media Player
- Yahoo! Music Jukebox
- Zinf

Sui sistemi Unix:
- XMMS
- Beep Media Player
- Noatun
- JuK
- Amarok
- Music Player Daemon
- Rhythmbox

Su Mac OS X:
- iTunes